# Jiuta

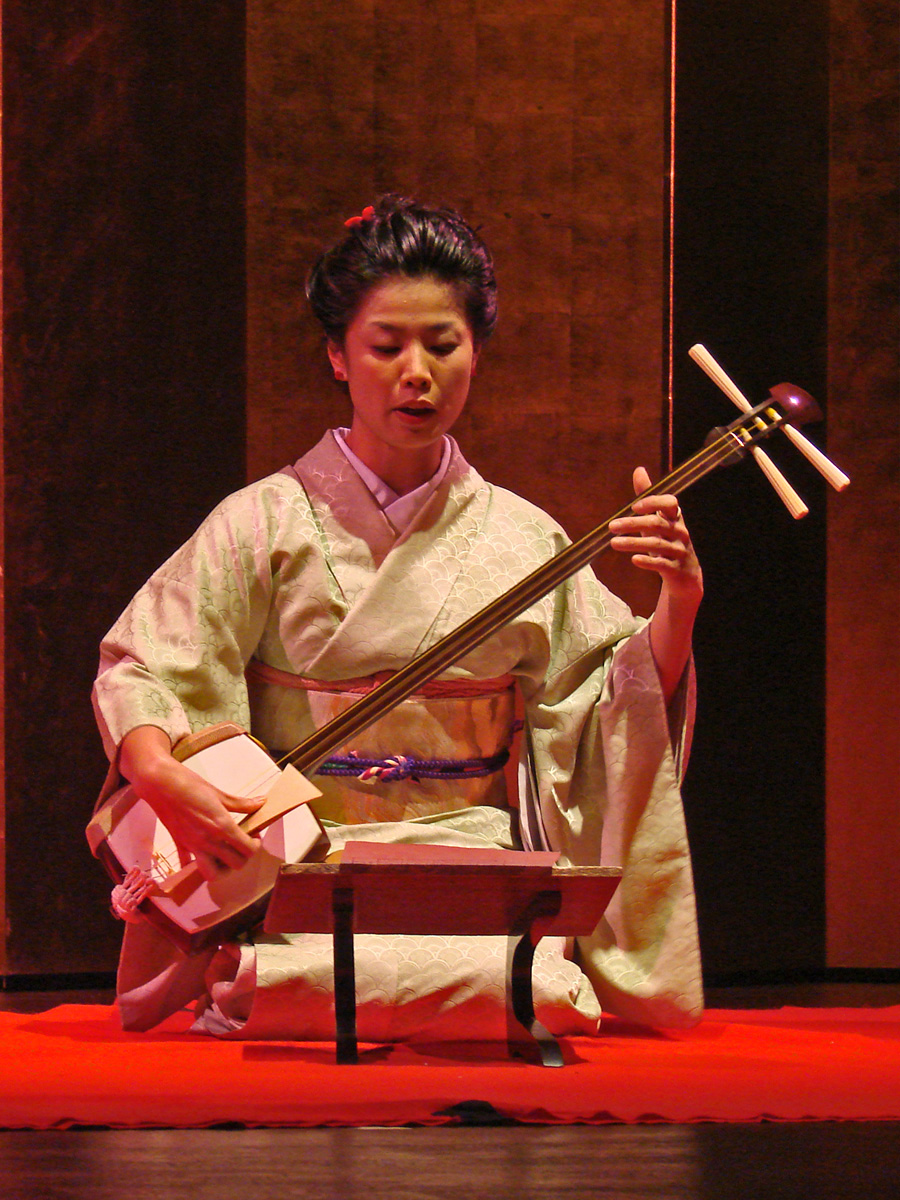
Spectacle d'Eiko Hatashi à l'Auditorium du Musée Guimet le 22 novembre 2008

Le jiuta (地歌, 地唄, じうた) est un genre de la musique japonaise traditionnelle. Au cours de l'époque d'Edo, les pièces de ce style sont interprétées au shamisen, essentiellement dans la région de Kamigata.
Le nom jiuta signifie « chanson » (uta (歌)) de l'endroit (地 ji, Kamigata, en l'occurrence) », et suggère que « la chanson n'est pas d'Edo ». À cette époque, le jiuta est joué, composé et enseigné par les tōdōza, groupe d'aveugles, aussi le jiuta est-il également appelé houshiuta (法師唄, « chanson de moine »). Le jiuta, au même titre que le nagauta, est un utaimono (唄い物) typique, musique vocale de la musique japonaise traditionnelle.
Le jiuta qui tient ses plus anciennes origines des zones de musique du shamisen, est identifié comme l'ancêtre de beaucoup de musiques pour cet instrument et a eu une grande influence sur ce genre tout au long de époque d'Edo. On peut considérer que le jōruri et le nagauta sont issus du jiuta. De nos jours, le genre jiuta s'est propagé à travers le Japon et, ce faisant, a été intégré au soukyoku (morceau musical pour koto) et entretient un fort lien avec le shakuhachi et le kokyū.
Bien que beaucoup d'autres formes de musique pour shamisen se soient développées avec les arts du spectacle, tels que le bunraku et le kabuki, la forme jiuta, qui a un fort caractère en tant que musique instrumentale pure, est relativement indépendante des arts de la scène.

## Vue générale
En tant que forme de la musique pour shamisen, le jiuta est établi dans la région de Kamigata à ses débuts, puis est interprété à Edo à l'époque de l'ère Genroku. Plus tard, le jiuta change sa forme d'accompagnement musical du théâtre kabuki à Edo, pour une forme nouvelle appelée nagauta. Qui plus est, en raison de la popularisation de la musique pour théâtre de marionnettes bunraku, le jiuta original a moins d'occasions d'être interprété. Jusqu'à la fin de l'époque d'Edo, le jiuta se répand autour non seulement de Kamigata mais aussi, à l'est, de Nagoya et à l'ouest, dans les régions de Chūgoku et du Kyūshū. Après l'ère Meiji, le jiuta connaît une renaissance à Tokyo (ancienne Edo) puis s'étend rapidement.
De nos jours, le jiuta est populaire dans la musique traditionnelle dans tout le Japon à l'exception d'Okinawa. À Tokyo cependant, où le juita passe pour un accompagnement musical du jiutamai (地歌舞 danse jiuta), on considère que la musique est composée selon le caractère du jiutamai, élégant et tout à fait émotionnel. Quoi qu'il en soit, le jiutamai a été créé comme accompagnement de danse du jiuta, et non l'opposé. Le répertoire de jiutamai n'est qu'une partie du répertoire jiuta et la musique juita elle-même nécessite un jeu plus technique que les autres musiques pour shamisen, de sorte qu'il y a beaucoup de pièces qui ont un fort caractère de musique instrumentale. Cela dit, le jiuta a aussi une dimension de musique vocale traditionnelle et s'est développé en ce sens.

## Histoire

### Premières années de l'époque d'Edo

#### Introduction au shamisen et origine dujiuta
On peut considérer que l'introduction du shamisen et la naissance du jiuta ont lieu presque en même temps, donc le jiuta a la plus longue histoire au sein de la musique pour shamisen. Lorsque l'ère Sengoku touche à sa fin, le sanxian (luth chinois) arrive dans le port de Sakai de la banlieue d'Osaka, via les îles Ryūkyū puis les musiciens aveugles (biwa hōshi) de la tōdōza améliorent l'instrument et créent le shamisen. Ils utilisent le plectre du biwa japonais pour jouer du shamisen, et c'est le début du jiuta comme musique pour le shamisen.
Ishimura-kengyō est particulièrement considéré comme auteur de musique pour shamisen. Après cela, les musiciens, principalement ceux appartenant à la tōdōza, interprètent, composent et transmettent le genre jiuta. La pièce la plus ancienne existante est considérée comme une œuvre des premières années de l'époque d'Edo.

### Milieu de l'époque d'Edo

#### Apparition dunagauta
À l'époque de l'ère Genroku, apparaît le nagauta (長歌, « longue chanson »), qui raconte une histoire cohérente. Apparemment, les kengyō (検校, « fonctionnaires aveugles souvent musiciens ») commencent à composer du nagauta à Edo. Les compositeurs notables sont Asari-kengyō et Sayama-kengyō et il semble qu'en peu de temps, des compositeurs à Kamigata adoptent également ce style pour leur travail. Au cours du temps, le nagauta en vient à être utilisé comme accompagnement musical des pièces du répertoire kabuki.

#### Apparition dutegotomono
Autre élément à cette époque, l'aspect instrumental est très important ainsi que la composition vocale, de sorte que les morceaux ont pris une partie instrumentale sans voix ; il était généralement situé dans la partie médiane d'une chanson. Cet intermède musical, partie instrumentale entre le chant est appelé tegoto (手事 interprété manuellement, non par la voix), et ce style est appelé tegotomono (手事もの « chose de tegoto »).
En début de cette émergence du tegotomono, les œuvres simples sont habituelles mais ce style se développe particulièrement à la fin de l'époque d'Edo et obtient le statut de courant dominant du jiuta.

### Après l'ère Meiji

#### Désordre après la restauration de Meiji et popularisation dujiuta
Au cours de l'ère Meiji, le soukyoku se développe indépendamment et le nombre de compositions pour le jiuta décline. De toute évidence, toute la composition du genre jiuta ne disparaît pas, certains compositeurs continuent à créer leurs propres œuvres, cependant les airs composés seulement pour koto augmentent massivement. Les raisons de cette tendance peuvent être décrites comme suit : la musique jiuta a déjà atteint sa perfection et le koto peut facilement traiter avec les éléments de l'échelle tonale de la musique occidentale et de la musique chinoise. Et l'esprit joyeux et frais de cette époque est approprié au son du koto mieux qu'à celui du shamisen, dont la tonalité rappelle aux gens des histoires d'amour et de quartiers des plaisirs.
Par ailleurs, comme le nouveau gouvernement a dissous la tōdōza, les musiciens qui en étaient membres ont perdu leur statut qui était protégé par le système privilégié et, en conséquence, leur activité musicale. Ce fut un grand changement dans cette époque.
Ainsi, les kengyō qui ont perdu leur autorité, font face à des difficultés et doivent gagner leur vie en apparaissant dans les théâtres populaires. Pendant ce temps, la musique jiuta a une chance à nouveau de se faire mieux connaître du grand public, spécifiquement dans la partie orientale du Japon dont Tokyo où le jiuta ne s'est pas tellement répandu. Beaucoup de musiciens de la partie occidentale du Japon, comme la région de Kyusyu et Osaka, trouvent leur chemin vers Tokyo.
Plus tard, passée la période où toutes les choses occidentales étaient estimées prestigieuses, le jiuta devient une musique populaire diffusée dans tout le pays au même titre que le soukyoku et le shakuhachi et gagne un large éventail d'auditeurs. Pendant ce temps, le nombre de nouvelles compositions jiuta se réduit. Cependant, le koto est employé de façon massive à la place du shamisen, et des morceaux du style jiuta accompagnés au shamisen sont très peu nombreux. Michio Miyagi est un compositeur notable de l'époque.
Jusqu'à aujourd'hui, les compositeurs ont essayé d'introduire diverses formes (telles que la sonate de la musique classique occidentale) au style jiuta. Aujourd'hui, un ensemble sankyoku se compose de shamisen, koto et shakuhachi. De nos jours, le shakuhachi a remplacé le rôle majeur du kokyū dans les ensembles sankyoku.

## Caractéristiques musicales

### Pièces introspectives
La plupart des pièces ont été composées par des musiciens aveugles, ainsi le jiuta est-il considéré comme l'expression de l'émotion et non de l'impression visuelle. Le jiuta s'est développé comme style musical pur, sans relation avec les arts du spectacle, aussi l'expression générale est-elle introspective et délicate, tandis que l'expression dramatique l'est moins.

### Polyphonie et divers ensembles
Le jiuta possède les plus fortes caractéristiques comme ensemble instrumental parmi la musique traditionnelle japonaise moderne, la plupart des pièces sont jouées en ensembles. Avec les progrès du tegotomono se sont développés la polyphonie et les ensembles de jeu complexes. La plupart des pièces ont des parties de shamisen, koto et shakuhachi, certaines incluant une partie kaete (« contrepoint ») pour shamisen.

### Forte caractéristique instrumentale
Le tegotomono, qui a un long interlude instrumental sans partie vocale, est le style le plus commun et le plus souvent interprété du jiuta. Ceci parce qu'au tegoto, la partie instrumentale, est donnée la priorité sur la partie vocale. Certaines pièces font pleinement usage de la gamme de trois octaves du shamisen, ce qui a conduit à l'élaboration de pièces pour shamisen techniquement difficiles.
Quelques pièces sont purement instrumentales ; la plupart comprennent une partie vocale. Certaines pièces instrumentales pour koto, appelées danmono (段もの, « choses de parties et de vers »), sont arrangées pour shamisen. La plupart des pièces de ce style sont considérées comme très artistiques en tant que musique instrumentale pure, non pas comme simple description de la nature et de l'émotion.

### Technique du shamisen

#### Large gamme d'octaves
Certaines pièces tegotomono nécessitent d'utiliser jusqu'à 3 octaves, ou 3 octaves et 3 degrés dans un cas le plus extrême.

#### Techniques qui exigent des compétences élevée et élaborées
Il y a un large usage de techniques ornementales telles que le portamento et le trémolo dans le tegoto, et quelques autres techniques spéciales destinées à exprimer les sons naturels comme le son du vent ou celui des insectes. D'un autre côté, la technique de percussion qui crée un effet dramatique pour les arts de la scène, est rare.

#### Modulation fréquente et changement de tonalité
La plupart des pièces possèdent au moins une modulation même si la pièce est courte, et les morceaux plus longs que la durée moyenne possèdent de fréquentes modulations. Les modulations communes concernent les clés dominante et sous-dominante, mais pas toujours. La plupart des pièces plus longues que la durée moyenne possèdent au moins un changement de tonalité au milieu de l'air. Les morceaux longs changent de tonalité presque deux fois parfois même jusqu'à trois fois. Le but du changement de tonalité est destiné à la modulation et au changement l'humeur sonore.

### Technique vocale

#### Articulation
Le chant utilise habituellement une partie de chaque note et sa longue tonalité de voyelle accompagne certaines articulations. Le hautamono notamment exige des compétences en articulation. Par ailleurs, certains morceaux tegotomono se concentrent sur l'articulation du chant. La mélodie vocale est basée sur l'intonation de dialecte de la région du Kansai où est né le jiuta.

#### La mélodie vocale emploie une large gamme d'octaves
Habituellement, c'est environ deux octaves. Le caractère de la pièce décide de l'utilisation de tons plus souvent élevés ou de faibles tons, ce qui dépend de l'intention de la chanson, par exemple, une chanson pour femme ou pour un requiem.

#### Narration
Les pièces qui contiennent une partie vocale narrative sont très rares.

#### Expression moins dramatique
Le jiuta s'est développé sans relation avec les arts du spectacle, ainsi l'expression dramatique est-elle moins utilisée.

### Divers
Au début de la musique japonaise moderne qui implique l'utilisation du shamisen, l'une des caractéristiques est de chanter sur le propre accompagnement du joueur de shamisen. Le jiuta a prospéré à Kyoto et dans la région d'Osaka, aussi est-il appelé Kamigatauta(上方唄 chanson de Kamigata) ou houshiuta 法師唄 « chanson de moine ») interprétée par des groupes d'aveugles (voir tōdōza).
Après la période médiévale de l'époque d'Edo, le répertoire sankyoku — jiuta, soukyoku et kokyugaku — commence à contenir des morceaux communs à jouer en ensembles, s'intègrent ensuite progressivement avant finalement de se consolider les uns les autres[pas clair]. Après les derniers âges de l'époque d'Edo, le soukyoku, qui s'est développé avec le jiuta, marque des développements avancés aussi le jiuta est-il parfois inclus dans le soukyoku. Cependant, le jiuta original a été créé pour la musique shamisen et la musique ancienne destinée au koto, et une pièce telle que Rokudan no shirabe n'est donc pas du jiuta originel.

## Classement des morceaux
La richesse de son répertoire et sa longue histoire font que le jiuta possède de nombreux sous-styles. Ainsi la classification est-elle faite non seulement par style musical mais aussi selon différents critères, en conséquence une pièce peut appartenir à différentes classes.
Voici quelques exemples.
- Classe par style musical :
  - nagauta, 長歌 : chansons avec récit solide, de longs morceaux sont communs ;
  - hauta, 端歌 : morceaux divers, pièces lyriques et relativement courtes ;
  - tegotomono, 手事物 : pièces avec parties tegoto ;
  - Pièces instrumentales, sans partie vocales.

- Classe selon le contenu musical et le sentiment :
  - sakumono, 作もの : pièces avec histoires comiques, emploient souvent le tegoto ;
  - shishimono, 獅子もの : pièces qui possèdent le suffixe shishi, qui signifie « lion », dans leurs titres, représentent des sentiments de splendeur et de solennité. Toutes les pièces de ce type appartiennent au tegotomono.

- Classe selon l'emplacement :
  - Osakamono, 大阪もの : tegotomono composé à Osaka ;
  - Kyomono, 京もの : tegotomono composé à Kyoto ;
  - Nagoyamono, 名古屋もの : pièces composées par Yoshizawa-kengyo et ses disciples ;
  - Kyusyumono, 九州もの : pièces composées dans le Kyusyu.